# لورانس أودونيل (ممثل)
لورانس أودونيل (بالإنجليزية: Lawrence Francis O'Donnell, Jr.)‏ هو مقدم برامج إذاعية وصحفي وكاتب سيناريو ومقدم تلفزيوني وكاتب وممثل أمريكي، ولد في 7 نوفمبر 1951 في بوسطن في الولايات المتحدة.

## أعمال

### مسلسلات
- الجناح الغربي

## وصلات خارجية
- لورانس أودونيل على موقع IMDb (الإنجليزية)
- لورانس أودونيل على موقع ألو سيني (الفرنسية)
- لورانس أودونيل على موقع أول موفي (الإنجليزية)
- لورانس أودونيل على موقع إن إن دي بي (الإنجليزية)
- لورانس أودونيل على موقع قاعدة بيانات الفيلم (الإنجليزية)
- لورانس أودونيل على موقع كينوبويسك (الروسية)